# Liste der Baudenkmale in Liebenwalde
In der Liste der Baudenkmale in Liebenwalde sind alle Baudenkmale der brandenburgischen Stadt Liebenwalde und ihrer Ortsteile aufgelistet. Grundlage ist die Veröffentlichung der Landesdenkmalliste mit dem Stand vom 31. Dezember 2020.

## Baudenkmale in den Ortsteilen
In den Spalten befinden sich folgende Informationen:
- ID-Nr.: Die Nummer wird vom Brandenburgischen Landesamt für Denkmalpflege vergeben. Ein Link hinter der Nummer führt zum Eintrag über das Denkmal in der Denkmaldatenbank. In dieser Spalte kann sich zusätzlich das Wort Wikidata befinden, der entsprechende Link führt zu Angaben zu diesem Denkmal bei Wikidata.
- Lage: die Adresse des Denkmales und die geographischen Koordinaten. Link zu einem Kartenansichtstool, um Koordinaten zu setzen. In der Kartenansicht sind Denkmale ohne Koordinaten mit einem roten beziehungsweise orangen Marker dargestellt und können in der Karte gesetzt werden. Denkmale ohne Bild sind mit einem blauen bzw. roten Marker gekennzeichnet, Denkmale mit Bild mit einem grünen beziehungsweise orangen Marker.
- Bezeichnung: Bezeichnung in den offiziellen Listen des Brandenburgischen Landesamtes für Denkmalpflege. Ein Link hinter der Bezeichnung führt zum Wikipedia-Artikel über das Denkmal.
- Beschreibung: die Beschreibung des Denkmales
- Bild: ein Bild des Denkmales und gegebenenfalls einen Link zu weiteren Fotos des Baudenkmals im Medienarchiv Wikimedia Commons

### Freienhagen
| ID-Nr.   | Lage                 | Bezeichnung                                                         | Beschreibung | Bild                                                                |
| -------- | -------------------- | ------------------------------------------------------------------- | ------------ | ------------------------------------------------------------------- |
| 09165254 | Dorfstraße 40 (Lage) | Gehöft, bestehend aus Wohnhaus, Wirtschaftsgebäude und Nebengebäude |              | Gehöft, bestehend aus Wohnhaus, Wirtschaftsgebäude und Nebengebäude |

### Hammer
| ID-Nr.            | Lage              | Bezeichnung | Beschreibung | Bild           |
| ----------------- | ----------------- | ----------- | --- | -------------- |
| 09165034 Wikidata | Poststraße (Lage) | Dorfkirche  | Die Dorfkirche wurde 1856 erbaut, der Entwurf kam von F. A. Stüler. Bei dem Bau wurden Mauerreste des Vorgängerbaues verwendet. Es ist eine dreischiffige Hallenkirche mit einer halbrunden Apsis und einem Turm an der Nordwestecke. Innen befindet sich ein Kruzifix aus dem 17. Jahrhundert und ein barocker Taufengel. | weitere Bilder |

### Kreuzbruch
| ID-Nr.   | Lage                             | Bezeichnung                                                              | Beschreibung | Bild           |
| -------- | -------------------------------- | ------------------------------------------------------------------------ | --- | -------------- |
| 09165828 | Klosterfelder Chaussee 21 (Lage) | Försterei Lottsche, bestehend aus Forsthaus und drei Wirtschaftsgebäuden | | BW             |
| 09165534 | Kreuzbrucher Straße 22a (Lage)   | Dorfkirche                                                               | Es ist ein neugotischer Backsteinbau, 1878 geweiht, wird nach Profanierung und Restaurierung für private Zwecke genutzt. | weitere Bilder |

### Liebenthal
| ID-Nr.            | Lage             | Bezeichnung | Beschreibung | Bild           |
| ----------------- | ---------------- | ----------- | ------------ | -------------- |
| 09165059 Wikidata | Dorfallee (Lage) | Dorfkirche  |              | weitere Bilder |

### Liebenwalde
| ID-Nr.   | Lage                                | Bezeichnung | Beschreibung | Bild |
| -------- | ----------------------------------- | --- | --- | --- |
| 09165060 | Amt 2 (Lage)                        | Burganlage mit Nebengebäuden, einschließlich Wallanlage, Resten mittelalterlicher Baulichkeiten in Grund- und Aufrissproportionen sowie Wohnhaus | | Burganlage mit Nebengebäuden, einschließlich Wallanlage, Resten mittelalterlicher Baulichkeiten in Grund- und Aufrissproportionen sowie Wohnhaus |
| 09165586 | Bahnhofstraße 2 (Lage)              | Wohnhaus | | Wohnhaus |
| 09165587 | Bahnhofstraße 8 (Lage)              | Villa mit Nebengebäude und Einfriedung | | Villa mit Nebengebäude und Einfriedung |
| 09166081 | Ernst-Thälmann-Straße 23 (Lage)     | Wohnhaus mit Seitenflügel, Hofgebäude und Hofpflasterung                                                                                         | | Wohnhaus mit Seitenflügel, Hofgebäude und Hofpflasterung                                                                                         |
| 09165725 | Ernst-Thälmann-Straße 33 (Lage)     | Wohn- und Geschäftshaus mit Seitenflügel | | Wohn- und Geschäftshaus mit Seitenflügel |
| 09165820 | Ernst-Thälmann-Straße 45 (Lage)     | Mietwohnhaus mit Seitenflügeln und Nebengebäude                                                                                                  | | Mietwohnhaus mit Seitenflügeln und Nebengebäude                                                                                                  |
| 09165591 | Hammerallee (Lage)                  | Friedhofskapelle und Friedhofsportal | | Friedhofskapelle und Friedhofsportal |
| 09166080 | Häuser am See 3 (Lage)              | Wohnhaus (Haus Hassert) | | Wohnhaus (Haus Hassert) |
| 09165062 | Marktplatz (Lage)                   | Stadtkirche | Die evangelische Stadtkirche wurde unter Mitwirkung von Schinkel erbaut. Der Turm war zur Bauzeit freistehend, er wurde 1875 erneuert und mit der Kirche verbunden. Im Inneren sind die Kanzel, die Taufe und das Gehäuse der Orgel aus der Bauzeit. | weitere Bilder |
| 09165064 | Marktplatz 1 (Lage)                 | Wohnhaus | | Wohnhaus |
| 09165065 | Marktplatz 2 (Lage)                 | Wohnhaus | | Wohnhaus |
| 09165063 | Marktplatz 3 (Lage)                 | Pfarrhaus | | Pfarrhaus |
| 09166083 | Marktplatz 13 (Lage)                | Wohnhaus mit zwei Hofgebäuden und Hofpflasterung                                                                                                 | | Wohnhaus mit zwei Hofgebäuden und Hofpflasterung                                                                                                 |
| 09165367 | Marktplatz 20 (Lage)                | Rathaus mit Gefängnis | Das Rathaus wurde 1879 errichtet. | Rathaus mit Gefängnis |
| 09165446 | Mittelstraße 5 (Lage)               | Wohnhaus | | Wohnhaus |
| 09165284 | Mittelstraße 7 (Lage)               | Wohnhaus | | Wohnhaus |
| 09165285 | Mittelstraße 9 (Lage)               | Wohnhaus | | Wohnhaus |
| 09166086 | Rudolf-Breitscheid-Straße 12 (Lage) | Wohnhaus | | Wohnhaus |
| 09166105 | Rudolf-Breitscheid-Straße 29 (Lage) | Hofanlage mit Wohnhaus und Hofgebäude | | Hofanlage mit Wohnhaus und Hofgebäude |
| 09166087 | Rudolf-Breitscheid-Straße 36 (Lage) | Wohnhaus mit zwei Hofgebäuden und Hofpflasterung                                                                                                 | | Wohnhaus mit zwei Hofgebäuden und Hofpflasterung                                                                                                 |
| 09165473 | Rudolf-Breitscheid-Straße 40 (Lage) | Wohnhaus mit vier Wirtschaftsgebäuden, Pflasterung und Wasserpumpe                                                                               | | Wohnhaus mit vier Wirtschaftsgebäuden, Pflasterung und Wasserpumpe                                                                               |
| 09165287 | Rudolf-Breitscheid-Straße 41 (Lage) | Wohnhaus mit seitlichem Anbau | | Wohnhaus mit seitlichem Anbau |
| 09165659 | Zehdenicker Chaussee 5 (Lage)       | Poliklinik | | Poliklinik |
| 09165592 | Zehdenicker Straße 10 (Lage)        | Wohnhaus mit Hofgebäude und Hofpflasterung | | Wohnhaus mit Hofgebäude und Hofpflasterung |
| 09165623 | Zehdenicker Straße 30b (Lage)       | Werner – Seelenbinder - Schule, bestehend aus Schulhaus, Aula, Turnhalle und zwei Verbindungsbauten                                              | | Werner – Seelenbinder - Schule, bestehend aus Schulhaus, Aula, Turnhalle und zwei Verbindungsbauten                                              |

### Neuholland
| ID-Nr.            | Lage                                      | Bezeichnung                                      | Beschreibung | Bild           |
| ----------------- | ----------------------------------------- | ------------------------------------------------ | --- | -------------- |
| 09165074 Wikidata | Nassenheider Chaussee / Kirchsteig (Lage) | Dorfkirche mit Einfriedung und Gefallenendenkmal | Die Kirche wurde um 1710 erbaut. Es ist eine Kirche nach holländischem Muster als Zentralbau errichtet worden. Im Jahre 1945 ist die Kirche ausgebrannt, sie wurde aber 1955/1956 wiederhergestellt. Aber dem Neuaufbau wurde die Kirche allerdings vereinfacht wiederaufgebaut. | weitere Bilder |
| 09165300          | Nassenheider Chaussee 41 (Lage)           | Käsetrockenhaus                                  | Das Haus wurde um 1830 erbaut. | BW             |
| 09165075          | Straße zum Stausee 3 (Lage)               | Kachelofen                                       | | BW             |
| 09165594          | Zehdenicker Damm 6 (Lage)                 | Backhaus                                         | | Backhaus       |

## Ehemalige Baudenkmale
| ID-Nr.   | Lage                       | Bezeichnung | Beschreibung | Bild |
| -------- | -------------------------- | ----------- | ------------ | ---- |
| 09165073 | Liebenberger Damm 2 (Lage) | Bauernhaus  |              | BW   |